# Lithiumeisenphosphat
Lithiumeisenphosphat ist eine anorganische Verbindung, die in Lithium-Eisenphosphat-Akkumulatoren zur Ladungsspeicherung verwendet wird. Sie ist ein gemischtes Phosphat des Eisens und des Lithiums und kommt zumeist als kohlenstoffhaltiges graues bis schwarzes Pulver in den Handel. Die jährliche Produktionsmenge wird mit über 100.000 Tonnen angegeben.

## Benennung
Nach den Regeln der anorganischen Nomenklatur werden bei Verbindungen mit mehreren Kationen diese in alphabetischer Reihenfolge aufgeführt; demnach müsste die Verbindung eigentlich Eisenlithiumphosphat heißen. Das ist aber nicht üblich. Das Material oder die damit ausgestatteten Batterien werden manchmal mit der Abkürzung LFP bezeichnet, die von der Summenformel LiFePO4 abgeleitet ist.

## Vorkommen
Lithiumeisenphosphat kommt in Form des eher seltenen Minerals Triphylin auch in der Natur vor.

## Geschichte
Lithiumeisenphosphat wurde zuerst in Form des oben genannten Minerals Triphylin entdeckt. Dieses wurde 1834 vom deutschen Mineralogen Johann Nepomuk von Fuchs im Bayerischen Wald gefunden. Er untersuchte es und stellte dabei fest, dass Eisen, Lithium und Phosphat enthalten ist, außerdem fand er auch Mangan. Er benannte das neue Mineral.
Eine vom späteren Nobelpreisträger John B. Goodenough geführte Arbeitsgruppe schlug 1997 als erste die Verwendung von Lithiumeisenphosphat (LFP) als Kathodenmaterial in Lithium-Ionen-Batterien vor. Michel Armand erkannte das Potential des neuen Materials und erarbeitete in Zusammenarbeit mit Goodenough ein Herstellungsverfahren für ein optimiertes Gemisch. Bei diesem erhält das LFP eine dünne Beschichtung aus Kohlenstoff, um eine ausreichende elektrische Leitfähigkeit sicherzustellen. Anschließend war Armand an der Gründung einer Firma beteiligt, Phostech Lithium Inc., zur Herstellung und Vermarktung von LFP. Phostech wurde 2005 von der Süd-Chemie übernommen. Diese wiederum gehört seit 2011 zum Schweizer Unternehmen Clariant. Ein weiteres Unternehmen, das an der Kommerzialisierung von LFP arbeitete, ist die amerikanische Firma A123 Systems. Sie nutzt Patente des MIT.

## Gewinnung und Darstellung
Ausgangsstoffe zur Darstellung von Lithiumeisenphosphat sind Lithiumcarbonat, Lithiumhydroxid oder Lithiumphosphat, sowie Eisensalze wie Eisen(II)-carbonat, Eisen(II)-sulfat oder Eisen(II)-phosphat. Ein Beispiel für eine solche Umsetzung ist die Reaktion
{\displaystyle \mathrm {2\ Fe_{3}(PO_{4})_{2}\cdot 8\ H_{2}O+2\ (NH_{4})_{2}H\;\!PO_{4}+3\ Li_{2}CO_{3}\ \longrightarrow \ 6\ LiFePO_{4}+11\ H_{2}\;\!\!O\uparrow +\ 3\ CO_{2}\uparrow +\ 4\ NH_{3}\uparrow } }.
Aufgrund der steigenden technischen Bedeutung von LiFePO4 wurden viele verschiedene Herstellungsverfahren entwickelt: Festkörpersynthesen mit einem Kalzinierungsschritt bei 400…800 °C, oft ergänzt mit Mahlen in der Kugelmühle zur besseren Durchmischung, Hydrothermalverfahren, bei denen wässrige Lösungen unter hohem Druck verwendet wurden, so dass Temperaturen oberhalb 100 °C erreicht werden können, und Sol-Gel-Prozesse. Bei genügend hohen Synthesetemperaturen können auch die preiswerteren Eisen(III)-Salze verwendet werden, da Fe3+ durch Kohlenstoff in der Hitze zu Fe2+ reduziert werden kann (carbothermische Reduktion), z. B.:
{\displaystyle \mathrm {4\ Fe(PO_{4})+2\ Li_{2}\;\!\!CO_{3}+C\ \longrightarrow \ 4\ LiFePO_{4}+3\ CO_{2}\uparrow } }  oder
{\displaystyle \mathrm {2\ Fe(PO_{4})+Li_{2}\;\!\!CO_{3}+2\ C\ \longrightarrow \ 2\ LiFePO_{4}+3\ CO\uparrow } }.
Lithiumeisenphosphat wird großtechnisch hergestellt. 2017 beanspruchte Lithiumeisenphosphat ca. 38 % des weltweiten Markts für Lithium-Kathodenmaterialien. Allerdings wird erwartet, dass das Material in den kommenden Jahren gegenüber Lithium-Nickel-Mangan-Cobalt-Oxide (NMC) an Bedeutung verlieren wird, da letzteres aufgrund seiner höheren Energiedichte von vielen Elektrofahrzeugherstellern favorisiert wird.

## Eigenschaften

### Physikalische Eigenschaften

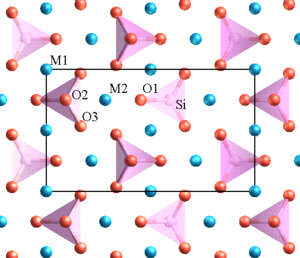
Lithiumeisenphosphat hat die Kristallstruktur des hier gezeigten Olivins, (Mg, Fe)_{2}SiO_{4}, wobei statt der SiO_{4}-Tetraeder PO_{4}-Tetraeder auftreten.

Die elektrische Leitfähigkeit von LiFePO4 ist mit ca. 10−9 S/cm sehr gering.
Lithiumeisenphosphat kristallisiert in der Olivinstruktur.
Bei tiefen Temperaturen unterhalb 50 K ist LiFePO4 antiferromagnetisch.

### Chemische Eigenschaften
Lithiumeisenphosphat ist in Salzsäure löslich.
Lithium kann unter Erhalt des Kristallgitters aus Lithiumeisenphosphat extrahiert werden, dabei entsteht Eisen(III)phosphat FePO4.
Die Volumenänderung bei der Extraktion von Lithium aus dem Kristall beträgt 6,81 %. Dadurch treten bei wiederholten Ladezyklen keine bedeutenden Spannungen im Material auf.
LiFePO4 ist thermodynamisch sehr stabil, es gibt beim Erhitzen – im Gegensatz zu Lithiumkobaltoxid – keinen Sauerstoff ab.

## Verwendung
Lithiumeisenphosphat ist das Lithium-Speichermaterial (Kathodenmaterial) am Pluspol der Lithium-Eisenphosphat-Akkumulatoren. Beim Laden der Batterie entsteht Eisen(III)-phosphat, das beim Entladen wieder in Lithiumeisen(II)phosphat überführt wird:
- vollständiges Laden: {\displaystyle \ \mathrm {LiFePO_{4}\ \longrightarrow \ Li^{+}+e^{-}+FePO_{4}} }.
- vollständige Entladung: {\displaystyle \ \mathrm {Li^{+}+e^{-}+FePO_{4}\ \longrightarrow \ LiFePO_{4}} }

Die Spannung der Lithiumeisenphosphatakkumulatoren ist mit 3,3 V etwas kleiner als die anderer Lithiumionenakkumulatoren wie z. B. Lithiumcobaltoxid, was insgesamt eine geringere Energiedichte bedeutet. Vorteile von Lithiumeisenphosphat sind u. a. eine deutlich höhere Lebensdauer. Aufgrund der hohen Stabilität von LiFePO4 gelten Batterien mit diesem Material als besonders sicher. Daher werden die entsprechenden Akkumulatoren auch in Elektrofahrzeugen, z. B. in Elektrofahrrädern verwendet. Auch in einigen Elektroautos wird Lithiumeisenphosphat eingesetzt, z. B. im BYD e6 und in einigen Tesla-Modellen.

## Sicherheitshinweise
Lithiumeisenphosphat gilt als ungiftig und daher als umweltfreundlich.